# Aeroportul Internațional Sialkot
Aeroportul Internațional Sialkot (în engleză Sialkot International Airport) (IATA: SKT, ICAO: OPST) este un aeroport din Sambrial⁠(d), Sambrial Tehsil⁠(d), Sialkot District⁠(d), Gujranwala Division⁠(d), Punjab, Pakistan ce deservește zona Sialkot⁠(d). A fost numit după zona deservită.
Situat la o altitudine de 255 m, aeroportul dispune de o singură pistă.